# Aleksandr Kramarenko
Aleksandr Kramarenko em (russo:Александр Крамаренко;Moscou, 22 de agosto de 1997) é um jogador de vôlei de praia russo .

## Carreira
No Circuito Russo de 2014 competiu na etapa de Moscou ao lado de Nikita Solomonov e no Circuito Europeu EEVZA de 2015 com Petr Bakhnar, neste mesmo circuito, no ano de 2016 competiu ao lado de Taras Myskiv.Ainda em 2016 competia ao lado de Alexander Likholetov no Aberto de Sochi pelo circuito mundial e com Vasilii Ivanov obtiveram o vice-campeonato na edição do Campeonato Europeu de Vôlei de Praia Sub-20 de 2016 em Antália.
Com Vasilii Ivanov disputou a edição do Campeonato Mundial Sub-21 de 2017 em Nanquim e conquistaram a medalha de ouro.
No Circuito Mundial de Vôlei de Praia de 2018 esteve ao lado de Taras Myskiv  terminou na quarta posição no Aberto de Banguecoque, categoria uma estrela, e atuou ainda com este e Yury Bogatov, e novamente Vasilii Ivanov disputando o Campeonato Europeu de Vôlei de Praia Sub-22, competiu a temporada,já no início da jornada 2018-19 esteve com Vsevolod Bobrikov e Vadim Smorchkov, no Circuito EEVAZA de 2019 esteve com Vadim Smorchkov.
Na temporada de 2019 retomou a parceria com Petr Bakhnar no torneio duas estrelas de Siem Reap	e uma estrela de Langkaw e ao lado de Sergey Prokopyev conquista o bronze no torneio uma estrela de Tel Aviv e com Dmitrii Veretiuk conquistou o vice-campeonato na etapa de Batumi pelo Circuito EEVZA de 2019, em 2020 iniciou as competições com Maksim Hudyakov.

## Títulos e resultados
- Torneio 1* do Aberto de Tel Aviv do Circuito Mundial de Vôlei de Praia:2020
- Torneio 1* do Aberto de Banguecoque do Circuito Mundial de Vôlei de Praia:2018